# Trésor d'Oświęcim

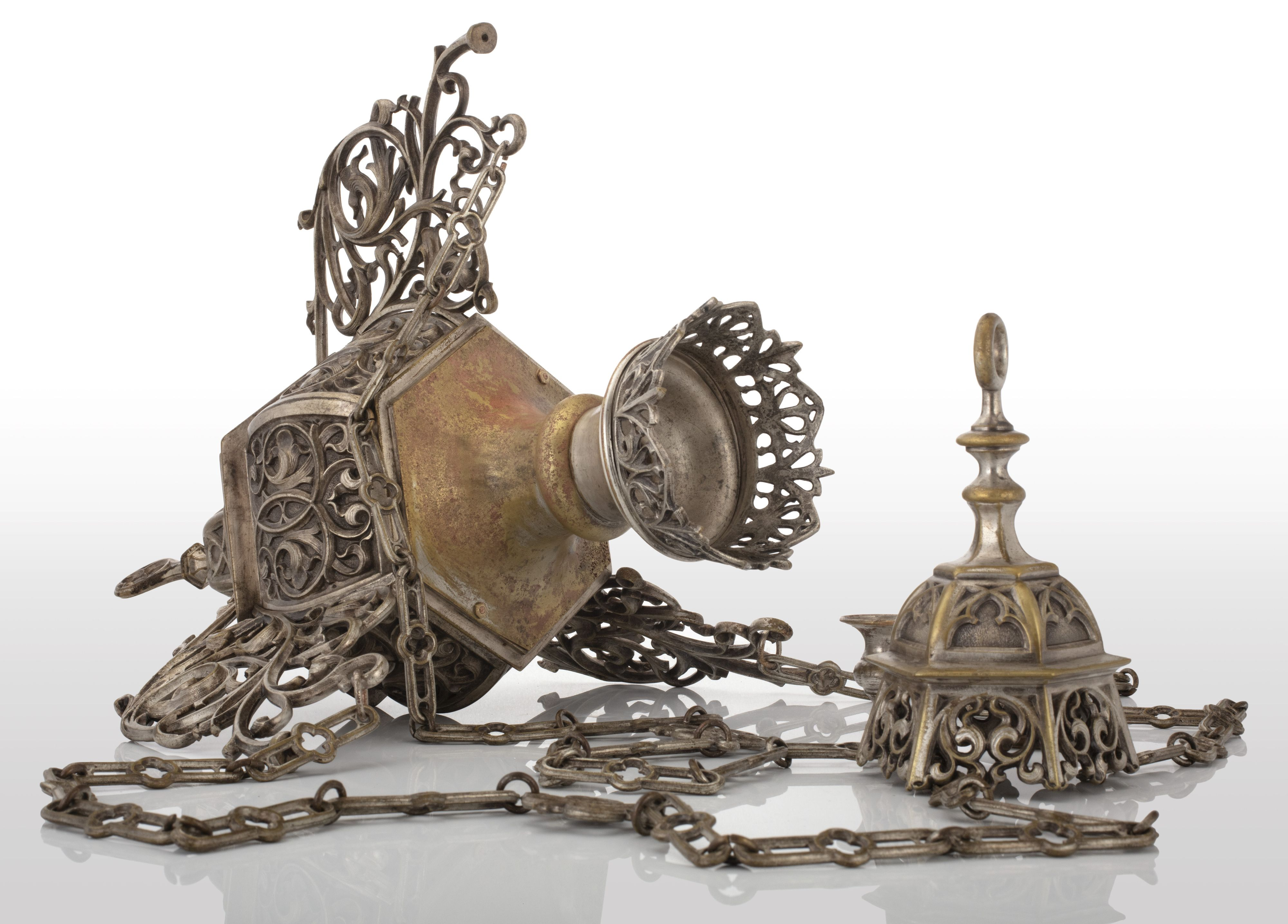
Lampe Ner Tamid de la Grande Synagogue d'Oświęcim

Le trésor d'Oświęcim est une découverte archéologique composée d'environ 400 objets, dont la plupart appartiennent à la Grande Synagogue d'Oświęcim, découvert en 2004 par une équipe d'archéologues dirigée par le Dr Małgorzata Grupa de l'Université Nicolaus Copernicus de Toruń.

## La genèse de la découverte
Du 28 mai au 29 juin 2004, sur le site où se trouvait la Grande Synagogue d'Oświęcim jusqu'en 1939, des fouilles archéologiques ont été menées sous la supervision de Małgorzata Grupa de l'Université Nicolaus Copernicus de Toruń.

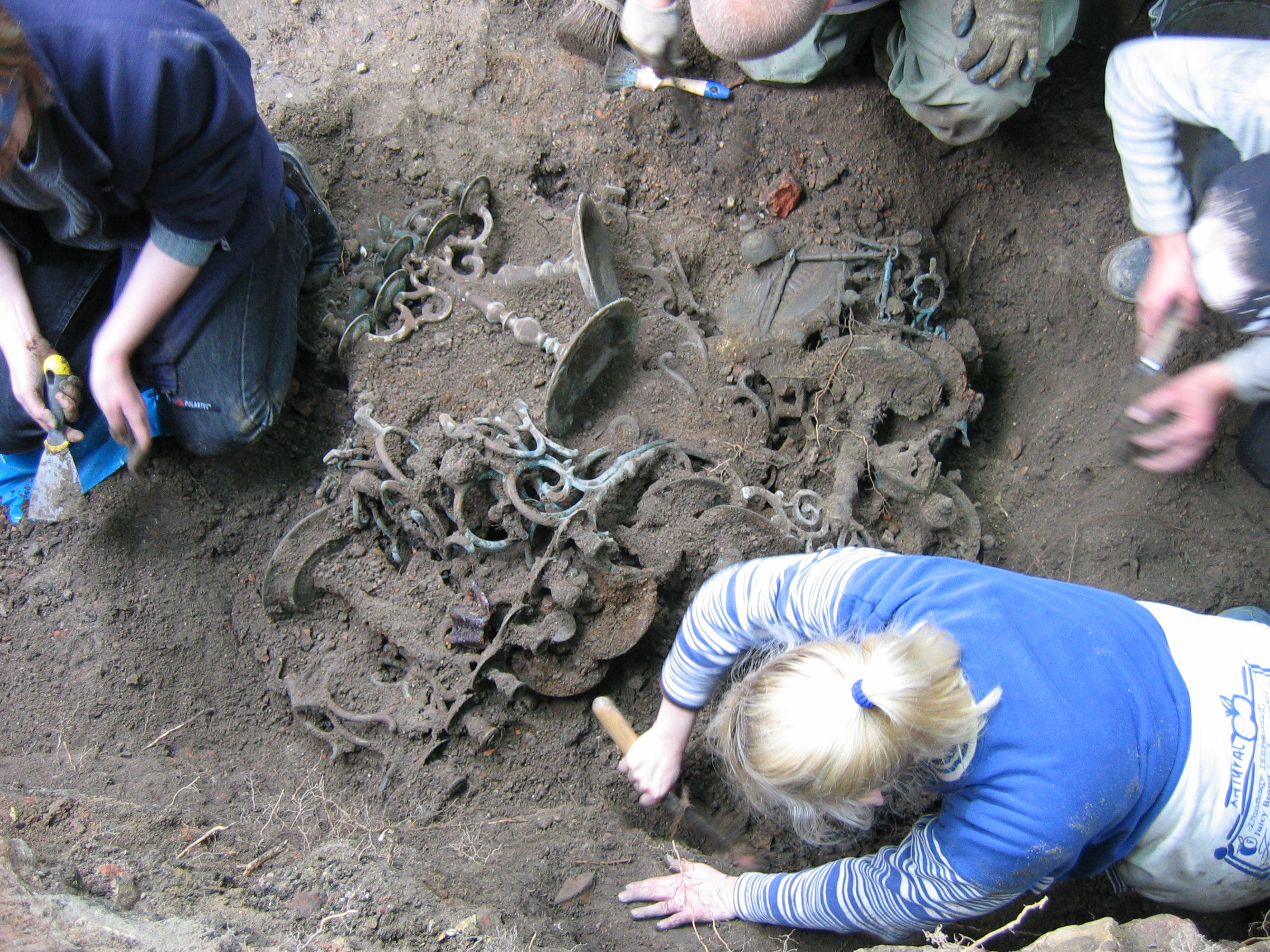
Découverte du trésor, 2004

Les fouilles ont été organisées en raison des rapports confirmés selon lesquels, à l'annonce du déclenchement de la Seconde Guerre mondiale, des objets historiques ont été cachés dans la synagogue.  Ils étaient : le récit de Yishayahu Yarot, un ancien résident d'Oświęcim, qui a survécu à l'Holocauste, qui a décrit l'histoire de la dissimulation des objets et l'histoire de Leon Schönker, qui a dirigé la communauté juive locale. En 1998, alors qu'il avait 90 ans, Yarot rencontre par hasard Jariv Nornberg, un jeune Israélien qui vient de quitter l'armée et s'apprête à visiter des camps d'extermination en Pologne. Puis Jarot se souvint du moment où il avait vu des gens enterrer deux caisses métalliques. Il a aussi dessiné une carte pour aider les chercheurs à trouver des objets cachés. Les objets ont probablement été cachés à l'initiative du rabbin de la Grande Synagogue de l'époque, Elyahu Bombach, dans les premiers jours de la guerre, à un mètre sous le sol dans l'angle de la synagogue, sous les escaliers menant aux galeries des femmes. Ils ont été démontés avant d'être enterrés.
Les initiateurs du travail étaient Nornberg et le cinéaste Yahaly Gat d'Israël, et les sponsors étaient la Conférence sur les revendications matérielles juives contre l'Allemagne et des donateurs privés. Les travaux ont commencé peu de temps après que la communauté juive de Bielsko-Biała a reçu le retour du terrain en vertu de la loi de 1997 sur la restitution des biens juifs de l'office municipal d'Oświęcim. Le but des recherches et des fouilles était également un examen approfondi de la région et d'atteindre les fondations de la première synagogue en bois.

## Le déroulement du travail

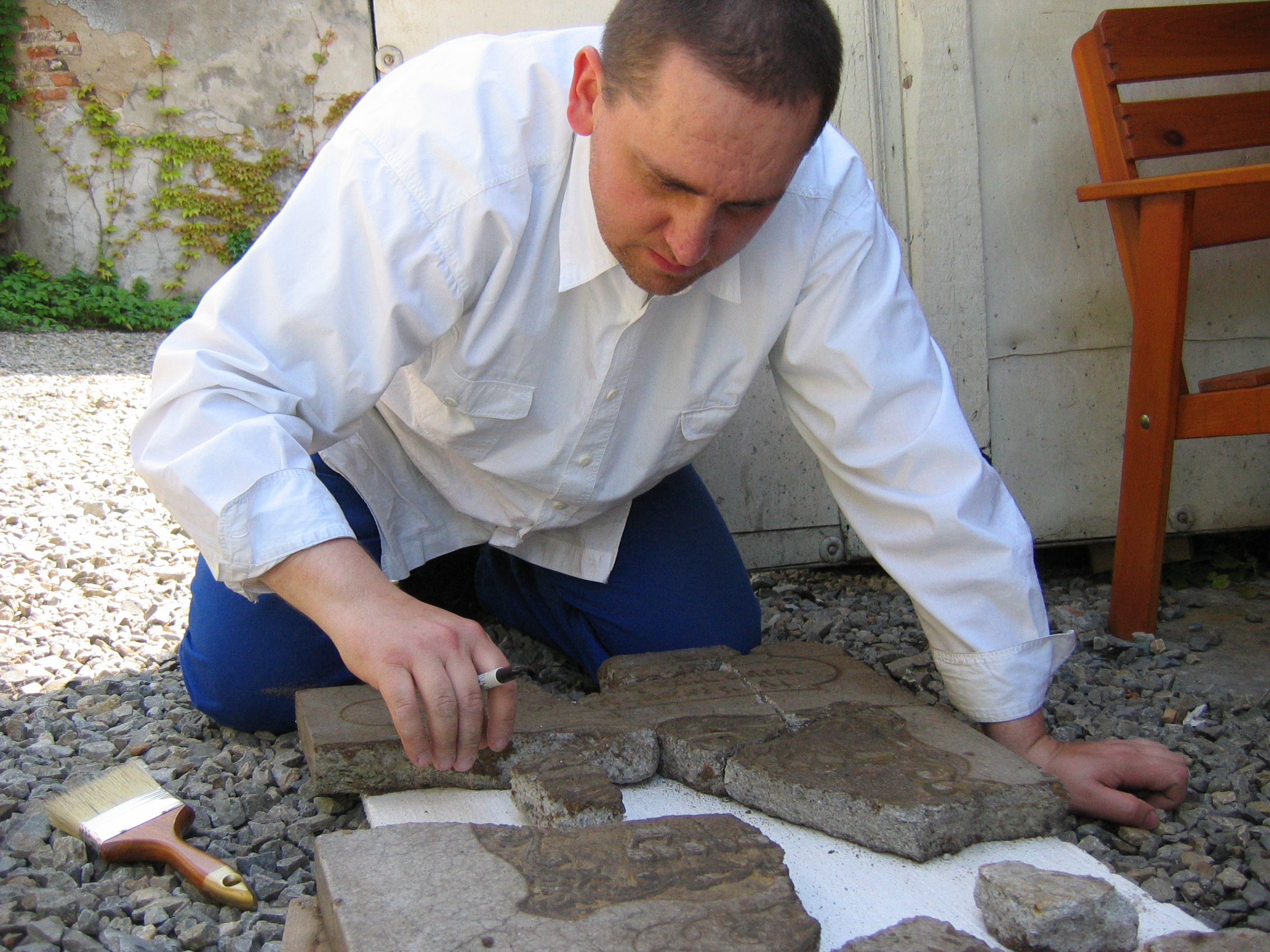
L'historien Jacek Proszyk rassemble les éléments de la table shiviti

Pendant les trois premières semaines, les archéologues n'ont trouvé que de petits objets en céramique, des pièces de monnaie du début du XIXe siècle et une plaque en l'honneur du rabbin du début du XXe siècle. Ce n'est qu'à la mi-juin que le trésor a été retrouvé dans l'ancien coin de la synagogue. Selon le récit de Jishajahu Yarot, les rouleaux de la Torah ont été cachés avec les objets antiques. Cependant, ils n'ont pas pu être trouvés. Selon d'autres récits, ils ont été enterrés dans le cimetière juif d'Oświęcim.
Les archéologues ont d'abord creusé deux sites basés sur le récit de Yishajahu Yarot. Lorsque rien n'a été trouvé à ces endroits, des fouilles générales dans les fondations de la synagogue ont commencé. Les objets ont été retrouvés au dernier endroit désigné par les archéologues, quelques jours seulement avant la fin des fouilles de quatre semaines.
Lors des fouilles, le documentaire "Un trésor à Auschwitz" a été réalisé par Yahaly Gat. Les anciens résidents juifs d'Oświęcim, qui vivent en Israël, ont également été impliqués dans sa mise en œuvre.

## Objets historiques

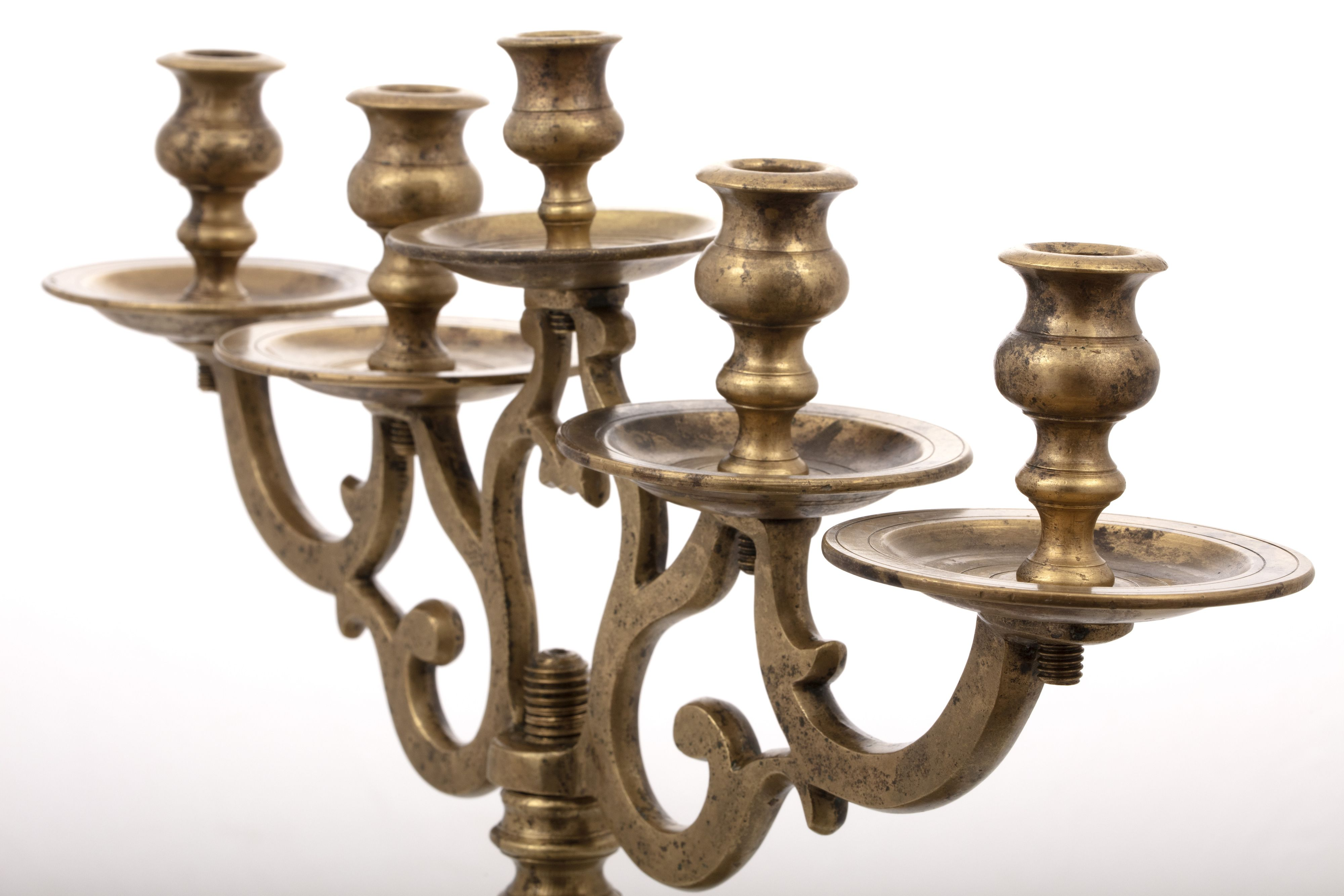
Un chandelier à cinq bras de la Grande Synagogue d'Oświęcim

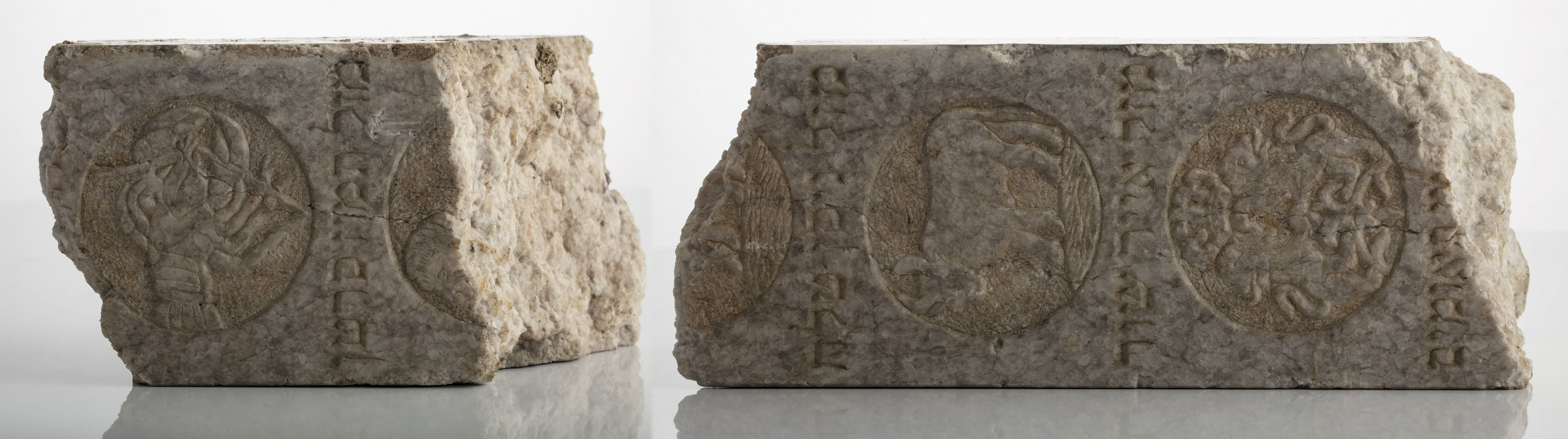
Fragment de marbre avec signes du zodiaque de la Grande Synagogue d'Oświęcim

Lors des fouilles, plus de 400 objets ont été découverts qui constituaient l'équipement de la synagogue avant la guerre. Des carreaux décoratifs ont été trouvés pour le sol de la synagogue, des éléments décoratifs en marbre de l'arche d'Aron Kodesh, un plat de cérémonie pour se laver les mains, des fragments calcinés de livres de prières et des plaques commémoratives.
Dans la phase finale des fouilles, la partie principale des monuments a été retrouvée. Parmi eux se trouvaient, entre autres, des lampes Ner tamid en cuivre, de nombreux chandeliers de Hanukkah et des lustres de la seconde moitié du XIXe siècle. Des fragments de ha-kodesh, des meubles, des livres brûlés et des éléments portant des inscriptions en hébreu ont également été retrouvés.
Lors des fouilles, les restes des bunkers nazis creusés à l'intérieur de la synagogue ont été retrouvés.
La découverte a été transférée au Centre juif d'Oświęcim, où les monuments ont été catalogués, inventoriés et restaurés. Certains des monuments de la Grande Synagogue sont exposés dans l'exposition permanente du Musée juif, qui fait partie du Centre. L'exposition présente, entre autres, la lampe Ner Tamid, des éléments des chandeliers, ainsi qu'un lustre suspendu complet, qui a été conservé dans son intégralité,.